# Mesoleptus mesomeristus
Mesoleptus mesomeristus là một loài tò vò trong họ Ichneumonidae.